# José Ramón Fernández

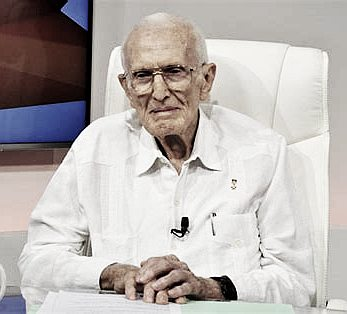
José Ramón Fernández

José Ramón Carlos Fernández Álvarez (* 4. November  1923 in Santiago de Cuba; † 6. Januar 2019 in Havanna) war ein kubanischer Politiker und Militär. Er war ein  Befehlshaber während der Invasion in der Schweinebucht auf Kuba, Mitbegründer der Kommunistischen Partei  und gehörte dem Zentralkomitee der Partei seit dem ersten Parteitag 1975 an; außerdem war er zwischen 1981 und 1993 stellvertretendes Mitglied des Politbüros. Von 1997 bis Oktober 2018 stand er als Präsident dem Olympischen Komitee Kubas vor und war Vizepräsident des Ministerrats. Sein letzter militärischer Dienstgrad war Brigadegeneral.
Für seine Verdienste wurde er mit zahlreichen Orden und Medaillen ausgezeichnet. Im Jahr 2001 wurde ihm der Ehrentitel „Held der Republik Kuba“ verliehen.